# Armadillo albomarginatus
Armadillo albomarginatus là một loài chân đều trong họ Armadillidae. Loài này được Dollfus miêu tả khoa học năm 1892.